# Dialetto solandro
Il dialetto solandro (Solànder o Solàndro in lingua) è un idioma di derivazione retico-ladina con influenze lombarde, appartenente al gruppo delle lingue romanze della famiglia delle lingue indoeuropee. Il dialetto solandro è parlato da circa 15.000 persone nelle valli di Sole, Peio e Rabbi. È per alcune fonti un dialetto retoromanzo derivato dal ladino retico, mentre altre lo ritengono scarsamente legato al ladino e ancora necessitevole di classificazione, come suggerì Graziadio Isaia Ascoli e confermato da alcuni studi dialettometrici moderni.
Si divide in due dialetti, uno parlato dai paesi di Dimaro-Monclassico in su, l'altro da qui in giù. Si differenziano principalmente dal fatto che il basso solandro è influenzato fortemente dal noneso, mentre l'alto solandro è più conservativo di termini e di toponimi di certa origine celtica.
Fatta eccezione per tutto il comune di Ossana e per il solo paese di Pellizzano che parlano un dialetto molto simile al lombardo orientale, il solandro viene parlato in tutta la Valle di Sole.
Solàndro è anche l'aggettivo attribuito agli abitanti della valle.

## Varietà del dialetto
(Ora il dialetto solandro verrà analizzato sotto i principali parametri grammaticali-fonetici: per questa analisi verrà utilizzata la parola italiana "chiesa", che varia a seconda della parte di valle dove ci troviamo.)

### Dialetto della Bassa Val di Sole
È il dialetto parlato da circa 4.000 persone nella parte bassa della Val di Sole e precisamente nei comuni di Caldes (Chjaudés), Cavizzana (Chjaviciànå), Terzolas (Tergiolàs), Malé.
Si differenzia dalle parlate della alta valle per la semi-palatizzazione della lettera c davanti alla vocale a con pronuncia semi-aspirata. Per gli altri elementi grammaticali si comporta come le altre varianti e pure come la lingua nònesa. Qui la parola chiesa viene tradotta con gésia a Terzolas, césa a Malé e clésia a Caldés.

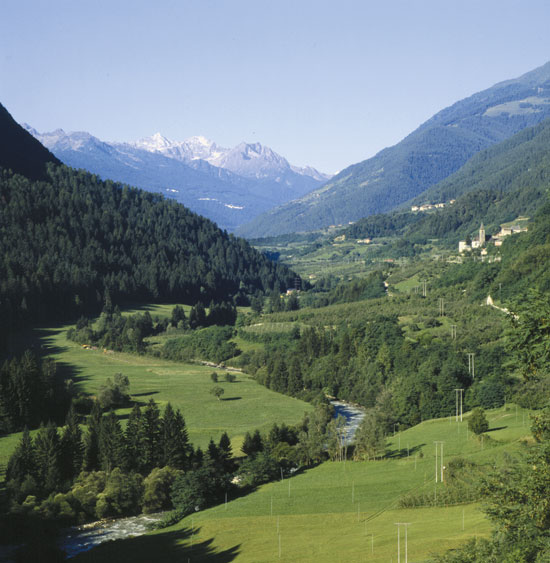
La medio-bassa Val di Sole, vista dalla località di Mostizzolo, alle porte della stessa, poco prima del comune di Caldes, geograficamente in Val di Sole, ma politicamente appartenente alla Val di Non.

### Dialetto della Val di Sole Centrale
È il dialetto parlato da circa 4.500 persone nella parte media della Val di Sole e precisamente nei comuni di Croviana (Croviànå), Monclassico (Monclàsech), Dimaro (Dimàr), Commezzadura (Plana dela Comezadùrå) e Mezzana. Una variante (come  vedremo poi) è parlata nelle frazioni di Mezzana di Ortisé e Menas poste in quota sopra il paese. Qui la consonante c perde completamente la palatizzazione. Per questo il solandro centrale è considerato quello standard. Qui la parola chiesa è tradotta uniformemente con gésia.

### Dialetto de "La Montàgna"
È il dialetto parlato da circa 300 persone nelle frazioni di Termenago (Tremenàch) e Castello (Castél) del comune di Pellizzano e da quelle di Ortisé e Menas del comune di Mezzana. Questi dialetti, specialmente a Termenago, sono molto conservativi, ed essendo un tempo paesi autonomi e legati da vincoli solo tra loro e poco col fondovalle, la loro parlata non ha niente a che vedere con i dialetti dei vicini paesi di Pellizzano ed Ossana.
Qui chiesa assume diverse sfumature: a Termenago si usa ancora il termine antico di glésia, a Castello veniva utilizzato fino a non molto tempo fa il termine gésia, sostituito poi dal più comune césa. Ad Ortisé e a Menàs, essendo da sempre legati a Mezzana, si usa ancora il termine gésia, come a Mezzana. Inoltre a Termenago ed anticamente anche a Castello, a differenza che in tutto il resto della valle (tranne Vermiglio) per dire io vado si dice mi vòch (dove a Mezzana, per esempio si dice mi vòn). Questo denota una origine dall'antica forma reto-ladina ge vàuch, che voleva dire appunto io vado.

#### Il nome delle piante del bosco nel dialetto di Termenago
- Abete bianco: Avéz
- Abete rosso: Péc'
- Acero: Àser
- Agrifoglio: Agreföi
- Ailanto: Spuzolènt
- Bagolaro: Spacacrozi, Spacaprede
- Betulla: Bedól
- Biancospino: Blanchespini
- Carpino: Càrpen (Blànch, negro)
- Carrubo: Carobolài
- Castagno: Castegnài
- Ciliegio di Santa Lucia: Ciaresài da Santa Lüziå
- Ciliegio Marasco: Ciaresài da mont
- Cipresso: Ciprès
- Cirmolo: Gembro
- Corniolo: Cornàl
- Crespino: Scarpìn
- Faggio: Fóf
- Frassino: Fràsen
- Gelso: Morài
- Ginepro: Brosìn
- Ippocastano: Castegnài màt
- Larice: Làres
- Maggiociondolo: Éghel
- Melo: Pomài
- Nespolo: Pomatài
- Nocciolo: Colövài
- Noce: Nogara
- Olivo: Aulìf
- Olmo: Ólem
- Ontano: Àuno, Ramasìnå, Blancài
- Pero: Perài
- Pino: Pìn
- Pioppo: Plópå
- Quercia: Róer
- Robinia Robìn
- Salice: Salécia
- Sambuco: Saugài (il frutto è üa da saùch)
- Sorbo: Témblo
- Tasso: Tàs
- Tiglio: Tajài

### Dialetti di Pellizzano-Ossana
Sono due dialetti molto simili fra loro e parlati circa da 500 persone a Pellizzano (Pliciàn) e da circa 800 persone in tutto il comune di Ossana. Questi dialetti conservano forti influssi lombardi, dovuti ai flussi migratori di genti dai territori di Como-Lecco per eseguire la professione di minatori nelle miniere di Comasine in Val di Pejo. Questo avvenne attorno al secolo XV. Nessuna regola grammaticale ladina viene rispettata, specialmente nel coniugare i verbi. Inutile dire che per dire la parola chiesa, qui si usa il termine césa.

#### Esempio di Dialetto di Pellizzano
- 'Ndó vèt po' nino?
- Vò 'n Salèt!
- A fa' chè po'?
- A pesca' rane a sèt a sèt; le salta, le pèsta, le salta 'ndla cèsta...
- Ma chè te 'n fèt dele rane chè èt pesca' 'n Salèt a sèt a sèt?
- Fò 'l risò cole brisöle chè ho ciapà sempro 'n Salèt!
- Quan vèt po' a ca'?
- Quan chè ho finì de pesca'!
- Ma me 'l fèt sagià?
- No t'ho gnà 'nvidà!
- Ma me vòt a to ca'?
- Ghè domando a mè mà!
- Alora vaderèt chè la vé a mè ca'...
- 'Ndó vèt po' nino?
- Vò 'n Salèt!!!

TRADUZIONE
- Dove vai bel bambino?
- Vado in Salèt (località)!
- A far cosa?
- A pescar rane a sette a sette (molte)!
- Ma cosa te ne fai delle rane che hai pescato in Salèt?
- Faccio il risotto con i porcini che ho preso sempre lì!
- Quando vai a casa?
- Quando ho finito di pescare!
- Me lo fai assaggiare (il risotto)?
- Non ti ho neanche invitato!
- Ma mi vuoi a casa tua?
- Domanderò a mia mamma!
- Allora vedrai che capita a casa mia (ad invitarmi).
- Dove vai bel bambino?
- Vado in Salèt!

(Si noti la troncatura dei verbi all'infinito, i verbi alla seconda persona singolare terminanti in "-èt" e non in "-às". Per questi motivi principali il dialetto di Pellizzano e quello di Ossana (simile) non possono essere considerati dialetti solandri. Diverso è per le frazioni di Pellizzano di Termenago e quella di Castello, considerate ladine a tutti gli effetti.)

### Dialetto di Vermiglio
È un dialetto parlato da circa 2.000 persone nell'omonimo comune. Quivi, essendo territorio di confine, c'è un forte, quanto normale, influsso bresciano nella parlata, non così forte tuttavia da non permettere al dialetto di Vermiglio di poter essere classificato a pieno titolo fra i dialetti ladini. I verbi vengono infatti coniugati principalmente come nel resto della valle, tranne quelli all'infinito che ereditano la troncatura lombarda. Qui per dire chiesa si dice césa.
Dialetto conosciuto per il suo utilizzo nel film Vermiglio di Maura Delpero.

### Dialetto della Val di Peio
È il dialetto parlato da circa 2.000 persone nel comune di Peio. Specialmente a Peio Paese (Pièj) assume un carattere particolarmente conservativo di termini ormai persi altrove. Qui i verbi vengono coniugati come ancora oggi vengono coniugati nella Valle di Fassa o nella Val di Non. Infatti per dire andate, fate, venite si dice a Peio ed a Cogolo: nao, fao, vegnìo, come nel ladino puro. La parola chiesa viene tradotta con césa, perché si è perso l'originale gésia.

### Dialetto della Val di Rabbi
Il dialetto della Val di Rabbi o rabbiese, detto rabiés in rabbiese, è il dialetto parlato da circa 1.500 persone nel comune di Rabbi. È caratterizzato dalla completa semi-palatizzazione del fonema ch davanti alla vocale a e non solo, formando il fonema chj, con pronuncia molto aspirata. Questo è considerato fattor comune di tutte le genti ladine antiche, elevando il dialetto di Rabbi ad un dialetto antico e conservativo. Anche in Val di Non, in Val di Fassa e nell'Alta Val di Fiemme prima del fonema ć persisteva l'uso del fonema chj, specialmente davanti alla vocale a. Tutt'oggi in tutta la Val di Rabbi, per dire casa si dice chjasô; e per dire chiesa si dice cèsô o glésiô.
Il fonema chj è in realtà tutt'oggi riscontrabile in alcune varianti del dialetto noneso. Questo è solo uno dei caratteri che distinguono il dialetto di Rabbi per la sua marcata conservatività. Il fonema vocalico che viene trascritto con "å" (o "ô") è senza dubbio un indice di quanto il dialetto di Rabbi, a differenza dei dialetti ad esso tassonomicamente più legati, abbia resistito molto bene al naturale processo di italianizzazione fonetica tuttora in atto. Questo suono è oggi pronunciato largamente come [o], ma presumibilmente ricorre come evoluzione del fonema ö o ë (che ancora si riscontra nella pronuncia di parlanti più anziani e soprattutto in parole come chjasô, dove il fonema subisce una tendenza ad anteriorizzarsi per analogia con l'italiano): nella parlata comune attuale, come detto, il fonema è chiuso e posteriorizzato, secondo peraltro le tendenze generali che si ritrovano negli altri dialetti simili. Il fatto che però questo fonema sia ancora percepito in varia misura come diverso da "a" e "o" italiane, evidenzia quanto il dialetto di Rabbi sia stato e sia ancora particolarmente impermeabile all'evoluzione, cambiamento subìto senz'altro da quasi tutti gli altri dialetti solandri e non solo. Anche dal punto di vista lessicale, il rabjés è considerato d'avanguardia, utilizzando esso parole che vengono utilizzate ancora in pochi altri paesi della valle.

### Lessico Gaìn
Una nota va senz'altro fatta anche su questo particolare tipo di parlare. Il gaìn è dialetto del lessico, non della grammatica; in pratica è una "variante" se così possiamo dire, del solandro standard: era l'antico gergo dei ramai solandri e rendenèri e veniva anche largamente utilizzato dalle persone anziane e meno per non farsi capire dai fürèsti. Inoltre possiede parole di origini antichissime, oggi praticamente scomparse dal dialetto e anche in minima parte di origini tedesco-tirolesi.

## Alfabeto e regole ortografiche basilari
La scrittura dei vari dialetti solandri, utilizza chiaramente l'alfabeto latino. Rispetto all'italiano, le consonanti sono uguali (c e g in fine di parola possono avere suono dolce o duro: duro con l'aggiunta di h, dolce senza) e per le vocali ci sono queste variazioni:
- A: uguale all'italiano (può essere accentata "à", "å" (con pronuncia tra a e o);
- E: può essere accentata "è" oppure "é", rispettivamente con suono aperto o chiuso;
- I: uguale all'italiano (può essere accentata "ì");
- J: usata come semi-vocale al posto di i tra due vocali (es. paja); nella bassa valle usata per trascrivere il tipico suono aspirato chj o ghj (o semplicemente j), raramente accentata "ĵ";
- O: può essere accentata "ò" oppure "ó", "ö" è letto come in tedesco; nel rabjes sostituisce "å" la vocale "ô", con suono simile;
- U: uguale all'italiano, raramente può essere accentato "ù"; più frequente la vocale "ü", pronunciata come in tedesco.

Per riprodurre il suono iniziale della parola sciabattare, in solandro si usa s-c:
- fis-ciàr (fischiare)
- s-ciarpe (scarpe in rabjes)

## I numeri in Solandro / Nùmeri
- 1: Ün
- 2: Dói
- 3: Tréi
- 4: Quàtro/Quàter
- 5: Cinch
- 6: Séi
- 7: Sét
- 8: Òt
- 9: Nöf
- 10: Dés
- 11: Úndes
- 12: Dòdes
- 13: Trédes
- 14: Quatòrdes
- 15: Quìndes
- 16: Sédes
- 17: Desesèt
- 18: Desdòt
- 19: Desnöf
- 20: Vinti/Vénti

## Giorni della settimana / Dì dela setemàna/senmàna
- Lüni/Lùni
- Marti
- Mèrcol
- Giöbia/Giòbia
- Vènder/Vendro
- Sàbo/Sàbet
- 'Ndomenega/Domenga/Duminga/Domenghja

## Estratto daPadre Nostro/ 'LPàre nòsper Solandro/Solander
Pàre nòs che ses 'n cel,

sià fàt sant 'l tö nòm,

fai che vègna 'l tö règn,

che 'l tö voler sia sempro/semper respetà,

come 'n cel aosì 'n la tèra.
Dàne ancöi 'l nòs pàn da tut i dì

rimétine i nòsi vànzi,

come che no' i rimetén a quèi che vanza,

nó indùrne 'n tentazión,

ma lìberine dal màl. Aosì che 'l sia.

## Estratto dalla "Dichiarazione Universale dei Diritti dell'Uomo"
Tüt i òmeni i nàs liberi e compagni en dignità e derìti. Èi i gh'à resón e cosènza e i dovró tratàrse 'ntrà de èi con spirit de fradelanza.

## Estratto daLa Volpe e il Corvodi Fedro / La bólp e la gròlå
Italiano
La volpe era ancora affamata. In quel mentre scorge un corvo con un pezzo di formaggio nel becco. "Quello sì che mi piacerebbe!" pensa tra sé e sé, dicendo al corvo :"Come sei bello! Se il tuo canto è meraviglioso quanto il tuo aspetto, allora sarai sicuramente il più bello tra tutti gli uccelli!"
Solander/Solandro Aut
La bolp l'èra amò famada. Nte quèla la vet en còrf con 'n toch de formai (stavél) 'ntél bèch. "Quèl if, vè, el me savrós bòn", la pensà 'ntrà de ela, e la gh'à dit al còrf: "Che bèl che ses! Se 'l tó cantar l'é aosì bèl come che vardes för, de segur t'es 'l pù bèl de tuti i auciéi!"
Rabies
La bolp la erå amò famadå. Nte quelå la vet 'n corf con 'n toch de formai 'ntel bèch. "Quel if vè 'l m savrò bon!", la s'empenså 'ntrà de elå, e la ghi dis al corf:"Che bel chie es! Se 'l to chiantar 'l füs si bel come chie vardes för del seghiür sarosti 'l pü bel 't tüti i aucei!"